# Paula Jacques
Pour les articles homonymes, voir Abadi et Jacques.
Paula Jacques, née Paula Abadi le 8 mai 1949 au Caire, est une animatrice et productrice de radio française, figure de France Inter. Également écrivaine, autrice de plus d'une douzaine d'ouvrages, elle reçoit le prix Femina en 1991, et fait partie du jury depuis 1996.

## Biographie
Paula Jacques passe son enfance en Israël dans un kibboutz, avant de venir en France. À Paris, elle exerce des petits boulots, puis elle fait de l'animation culturelle à la Comédie de Saint-Étienne. Elle y crée en 1971 une compagnie théâtrale.
En 1975, elle entre à France Inter après un passage par la presse écrite. Elle fait alors partie de la bande de L'Oreille en coin, célèbre émission du dimanche après-midi, aux côtés de Kriss, Katia David, Denis Cheissoux, Marie-Odile Monchicourt, Emmanuel Denn, Christine Lamazière, Leïla Djitli, Daniela Lumbroso, Aline Pailler, Daniel Mermet, Serge Le Vaillant.
De 1990 à 1996, Paula Jacques produit et anime avec Richard Hulot, Pentimento ou l'enfance de l'art dans laquelle elle interroge et fait découvrir des artistes (notamment Agnès Varda) et des écrivains, puis Nuit noire de 1997 à 1999. Dans Cosmopolitaine, diffusée le dimanche après-midi, de 1997 à 2016, elle reçoit des personnalités de la littérature (notamment Maryse Condé dans l'émission du 29 mars 1992 à l'occasion de la sortie de son roman Les Derniers rois mages) ou du cinéma étranger. « Ses interlocuteurs deviennent ses hôtes. Les invités de son émission Cosmopolitaine, « grandes pointures » ou nouveaux venus de la littérature et du cinéma, parlent dans leur langue, oubliant vite qu'ils sont en tournée promotionnelle. Ils trouvent en face d'eux une cinéphile de toujours, une passionnée de livres », écrit Martine Lecœur dans Télérama en 2008.
En 1988, Paula Jacques est mêlée à une affaire criminelle et est condamnée à dix-huit mois de prison avec sursis pour sa complicité avec l'un des membres du groupe terroriste d'extrême-gauche Action directe,, dont elle est amoureuse,.

## Ouvrages
Paula Jacques est l'auteure de nombreux romans d'inspiration autobiographique, tous réédités chez Folio.
- Lumière de l'œil, Paris, Mercure de France, coll. « Littérature Générale », 1980, 251 p.
- Un baiser froid comme la lune, Paris, Mercure de France, coll. « Littérature Générale », 1983, 340 p. (ISBN 978-2-7152-0163-7)
- L'Héritage de tante Carlotta, Paris, Mercure de France, coll. « Bleue », 1987, 342 p. (ISBN 978-2-7152-1495-8)
- Déborah et les Anges dissipés, Paris, Mercure de France, coll. « Bleue », 1991, 345 p. (ISBN 978-2-7152-1722-5)Prix Femina 1991
- La Descente au paradis, Paris, Mercure de France, coll. « Bleue », 1995, 376 p. (ISBN 978-2-7152-1808-6)
- Les Femmes avec leur amour, Paris, Mercure de France, coll. « Bleue », 1997, 293 p. (ISBN 978-2-7152-1942-7)
- Gilda Stambouli souffre et se plaint..., Paris, Mercure de France, coll. « Bleue », 2002, 399 p. (ISBN 978-2-7152-2107-9)Prix Europe 1 2002[10]
Prix Nice-Baie-des-Anges 2002[11]
- Kayro Jacobi : Juste avant l'oubli, Paris, Mercure de France, coll. « Bleue », 2010, 335 p. (ISBN 978-2-7152-2621-0). Interrogée sur ce roman qui raconte l'histoire d'un metteur en scène et producteur juif égyptien, finalement dépossédé de son studio de cinéma, Paula Jacques a déclaré qu'elle s'était inspirée de la vie de Togo Mizrahi[12].
- Rachel-Rose et l'Officier Arabe, Paris, Mercure de France, coll. « Bleue », 2006, 414 p. (ISBN 978-2-7152-2402-5)Prix Simenon 2006
- Au moins il ne pleut pas, Paris, Stock, coll. « La Bleue », 2015, 360 p.  (ISBN 978-2-234-07560-3)
- Plutôt la fin du monde qu'une écorchure à mon doigt (roman), Paris, Stock, 2019, 283 p. (ISBN 978-2-234-08088-1).
- Blue Pearl, Gallimard Jeunesse, 2020, 171 p.  (ISBN 978-2-07-512787-5)
- Mon oncle de Brooklyn, Flammarion, 2023, 321 p.  (ISBN 978-2-0815-0546-9)